# 白濱弘章
白濱 弘章（しらはま ひろあき、1994年10月28日 - ）は、ジャパンラグビーリーグワン三重ホンダヒートに所属するラグビー選手。

## プロフィール
- 福岡県出身[1]。
- ポジションはフッカー(HO)。
- 身長 176 cm、体重 100 kg

## 来歴
2013年、東福岡高校卒業後、九州共立大学に入る。
2016年、九州共立大学ラグビー部の主将に就任した
2017年、九州共立大学卒業後、宗像サニックスブルースに加入。
2018年、宗像サニックスブルースを退団 後、帆柱クラブ、サウスタンRFCを経て、2021年、三重ホンダヒートに加入。